# Petrocephalus levequei
Petrocephalus levequei är en fiskart som beskrevs av Bigorne och Paugy, 1990. Petrocephalus levequei ingår i släktet Petrocephalus och familjen Mormyridae. IUCN kategoriserar arten globalt som nära hotad. Inga underarter finns listade i Catalogue of Life.